# Éric Bouhier
Pour les articles homonymes, voir Bouhier.
Eric Bouhier, né le 27 septembre 1951 sur l'île de Noirmoutier, est un médecin, muséographe, publiciste et écrivain français.

## Biographie
Éric Bouhier est le fils de Claude Bouhier, historien de l'île de Noirmoutier décédé le 22 janvier 2021 à l'âge de 93 ans.
Après ses études de médecine, Éric Bouhier part en 1979 en mission humanitaire et passe cinq ans à Médecins sans frontières. Il participe à la naissance du Samu social de Paris en 1993 et y reste dix ans.
Il a notamment écrit des ouvrages pour les laboratoires pharmaceutiques, qui les diffusent auprès des médecins.
En 2006, il écrit le scénario du spectacle en scénovision Gens de Garonne, qui retrace la vie du fleuve et des habitants de Couthures-sur-Garonne .
C'est un admirateur et un grand spécialiste de San Antonio. Il a été présenté à Frédéric Dard par Sylvain Augier sur le plateau de Faut pas rêver le 16 décembre 1994. Il aime comme lui jouer avec les mots. En 2017, Éric Bouhier publie dans la collection Dictionnaire amoureux un ouvrage sur San-Antonio. Pour La Montagne, « à fréquenter San-Antonio depuis l’adolescence, Éric Bouhier en a adopté les codes littéraires rebelles et la liberté de les bousculer pour composer un dictionnaire truculent tout entier consacré à Frédéric Dard et à son œuvre san-antonienne tentaculaire ».
Pour L'Express, Éric Bouhier a publié, avec Le Juste Milieu, un « formidable livre de vulgarisation sur l'appareil génital masculin, ses hauts et ses bas, au sens propre comme figuré ».

## Œuvres
- Avec la complicité de Frédéric Dard, sur une idée de Philippe Aurousseau, Pour solde de tout compte, Montigny-le-Bretonneux, P. Aurousseau, 1995-2010, 153 p.
- Avec Yves Dauteuille, Maurice Detry, Dominique Gacem et Patrice Verry, Meurtres au seuil de l'an 2000, Seuil, coll. « Points », 2000, 235 p. (ISBN 978-2-02-041690-0)
- Avec Jean-Pierre Arcile, Humeur et rumeur Sur l'île de Noirmoutier, Ace Concept éditions, 2003 (ISBN 978-2-9514240-2-9)
- Avec Jean-Pierre Arcile, Elle est froide mais elle est bonne : vie et mœurs de l'homo plagensis, Ace Concept éditions, 2002 (ISBN 978-2-9514240-3-6)
- Le Cabinet des curiosités médicales : et autres album, amphigouri, almanach, ana, analecta..., Paris, Le Passage, 2007, 208 p. (ISBN 978-2-84742-101-9)
- 99 choses à faire en attendant la fin du monde, Paris, Le Passage, coll. « Littérature », 2012, 300 p. (ISBN 978-2-84742-198-9)
- Le Grand Cabinet des curiosités médicales : et autres album, amphigouri, almanach, ana, analecta..., Paris, Le Passage, 2013, 302 p. (ISBN 978-2-84742-284-9)
- Noirmoutier : l'inventaire inachevé, Paris, Editions Litote en tête, 2013, 344 p. (ISBN 978-2-9535483-2-7)
- Avec Philippe Socrate, L'Art de surprendre avec trois fois rien, Paris/New York, Le Passage, coll. « La petite colle », 2016, 189 p. (ISBN 978-2-84742-318-1)
- Dictionnaire amoureux de San Antonio, Paris, Plon, 2017, 720 p. (ISBN 978-2-259-24342-1)
- Le Juste Milieu : Le sexe de l'homme comme vous ne l'avez jamais vu, Paris, Plon, 2018, 336 p. (ISBN 978-2-259-26825-7)